# Dorsal de Nazca

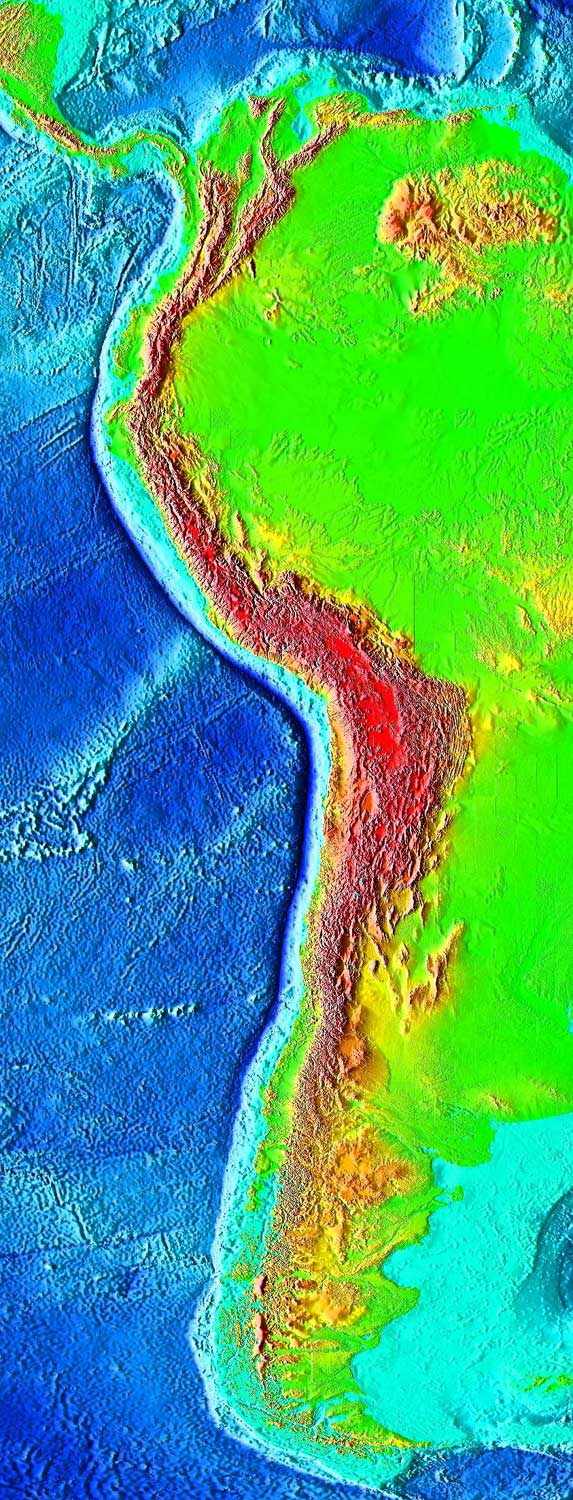
Mapa topográfico y batimétrico de Sudamérica y la placa de Nazca. La dorsal de Nazca se ve como una línea celeste perpendicular a la costa del Perú.

La dorsal de Nazca o Nasca es una dorsal oceánica o cordillera submarina que corre en dirección suroeste-noreste ubicada en la placa de Nazca frente a las costas de Perú. Actualmente la dorsal de Nazca está siendo subducida bajo la placa Sudamericana en las costas del sur del Perú. La dorsal se eleva entre 2000 y 4000 (m.s.n.m)metros sobre el nivel del mar y tiene más de 1000 km de largo y 220 km de ancho. Litológicamente, la dorsal de Nazca estaría compuesta de rocas volcánicas con capas de minerales con predominio de hierro, magnesio, potasio y sodios cálcicos. Por otro lado, se estima que la dorsal de Nazca tiene una edad de 5 a 10 millones de años aproximadamente.
El punto de subducción en la fosa de Perú-Chile de la dorsal de Nazca ha migrado lentamente hacia el sur. A la latitud de 25º S, cerca de las Islas Desventuradas, la dorsal de Nazca conecta con la dorsal de Salas y Gómez que corre de este a oeste y que transecta la dorsal del Pacífico Oriental.
A la migración del punto de subducción de la dorsal de Nazca se le asocia a una subsidencia de las zonas costeras del Perú por donde ya ha pasado. También se le ha considerado un factor determinante para la dirección de los ríos de partes del Perú. Las llanuras de Ica y Pisco, que corresponden a antiguas terrazas marinas, se encuentran elevadas por sobre el nivel del mar debido a que están por encima de la dorsal subducida.